# 經外書
經外書是對基督教聖經部分經書的稱呼，類似次經，不過所指略為不同。經外書泛指新教教徒認定；天主教所屬聖經與新教聖經中差異的部分多餘經文。經外書產生的主因，在於1611年詹姆士王道版聖經後，新教教會陸續將部份經文自聖經中刪除，用意為大眾提供比較短小、經濟的聖經版本。至此，多數新教信徒認為此部分遭刪除經文屬天主教，並稱為經外書。
經外書最廣為人知的為《死海手卷》、《所羅門的智慧》與《薩拉克的智慧》，這部分經外書含有大量諺語和智慧格言的書，而經外書所呈現的宗教為一個更加超自然的宗教，是一個強調體驗天國或靈性境界的宗教。